# مرتضی قلی اصانلو
مرتضی اصانلو استاد تمام دانشگاه صنعتی امیرکبیر و از چهره‌های برجستهٔ مهندسی معدن در ایران و دنیا است. اصانلو با آثار علمی متعدد و فعالیت‌های بین‌المللی، یکی از چهره‌های شاخص این رشته به‌شمار می‌آید.

## زندگی علمی
مرتضی اصانلو دارای مدرک دکتری از دانشگاه نورمن اکلاهما در ایالات متحده آمریکا است. او سال‌هاست در دانشکده مهندسی معدن دانشگاه صنعتی امیرکبیر به عنوان استاد تمام مشغول به تدریس و پژوهش است. اصانلو بنیان‌گذار دوره‌های تحصیلات تکمیلی مهندسی معدن در ایران محسوب می‌شود و نقش مهمی در توسعه آموزش و پژوهش این رشته ایفا کرده است.

## آثار علمی
وی نویسندهٔ بیش از ۳۰۰ مقاله علمی در نشریات بین‌المللی است و یازده جلد کتاب در زمینه مهندسی معدن تألیف کرده است. کتاب او با عنوان روش‌های استخراج معادن سطحی در بیست و چهارمین دوره کتاب سال جمهوری اسلامی ایران، به عنوان کتاب شایستهٔ تقدیر انتخاب شد.

## افتخارات
- کتاب شایسته تقدیر کتاب سال جمهوری اسلامی ایران (۱۳۸۵)
- رتبه دوم دانشمند برتر جهان در زمینه معدنکاری روباز (Open-pit Mining) توسط رتبه‌بندی ScholarGPS در سال (۲۰۲۴)[۳]